# Lake Arthur (Louisiana)
Lake Arthur és una població dels Estats Units a l'estat de Louisiana. Segons el cens del 2000 tenia 3.007 habitants.

## Demografia
Segons el cens del 2000, Lake Arthur tenia 3.007 habitants, 1.192 habitatges, i 803 famílies. La densitat de població era de 627,6 habitants/km².
Dels 1.192 habitatges en un 32,5% hi vivien nens de menys de 18 anys, en un 48% hi vivien parelles casades, en un 15,5% dones solteres, i en un 32,6% no eren unitats familiars. En el 28,2% dels habitatges hi vivien persones soles el 12,9% de les quals corresponia a persones de 65 anys o més que vivien soles. El nombre mitjà de persones vivint en cada habitatge era de 2,52 i el nombre mitjà de persones que vivien en cada família era de 3,11.
Per edats la població es repartia de la següent manera: un 27,6% tenia menys de 18 anys, un 10,1% entre 18 i 24, un 26% entre 25 i 44, un 21,3% de 45 a 60 i un 15% 65 anys o més.
L'edat mediana era de 36 anys. Per cada 100 dones de 18 o més anys hi havia 83,9 homes.
La renda mediana per habitatge era de 24.898 $ i la renda mediana per família de 32.800 $. Els homes tenien una renda mediana de 25.294 $ mentre que les dones 19.219 $. La renda per capita de la població era de 12.663 $. Entorn del 16,7% de les famílies i el 18,8% de la població estaven per davall del llindar de pobresa.

## Poblacions més properes
El següent diagrama mostra les poblacions més properes.